# Erich Zöllner
Erich Zöllner (* 25. Juni 1916 in Wien; † 11. Dezember 1996 ebenda) war ein österreichischer Historiker. Zöllner gehörte zu den einflussreichsten und bedeutendsten Historikern Österreichs im 20. Jahrhundert. Sein bekanntestes Werk ist die Geschichte Österreichs. Von den Anfängen bis zur Gegenwart. Editorisch ist er vor allem durch das Babenberger Urkundenbuch hervorgetreten.

## Leben und Wirken
Die Familie stammte aus Hammern im mittleren Böhmerwald. Zöllner wurde 1916 als älterer von zwei Söhnen geboren. Der Vater war Lehrer und späterer Direktor an einer Hauptschule. Im Alter von zwölf Jahren verlor Zöllner seinen Vater. Er legte 1934 die Matura am Gymnasium Stubenbastei ab. Er studierte ab dem Wintersemester 1934/35 Geschichte, Germanistisk, Philosophie und Kunstgeschichte an der Universität Wien. Seine wichtigsten akademischen Lehrer waren Hans Hirsch, Otto Brunner und Heinrich von Srbik. Seit 1937 war er außerordentliches Mitglied und Stipendiat des 41. Ausbildungslehrganges des Instituts für Österreichische Geschichtsforschung. Bei Hirsch wurde er im Dezember 1938 promoviert mit einer Arbeit über den Grafen Otto Wilhelm von Burgund und Macon (974–1026). Zöllner wurde für wenige Monate zur deutschen Luftwaffe einberufen. Im März 1940 legte er während eines Urlaubes die Staatsprüfung ab. Im Jahr 1941 wurde er aus dem Wehrdienst entlassen. Während der Kriegsjahre arbeitete er am Burgenländischen Urkundenbuch.
Er habilitierte sich 1947 für Geschichte des Mittelalters und Österreichische Geschichte mit der Arbeit Die politische Stellung der Völker im Frankenreich. Ab August 1945 war er Assistent am Institut für Geschichtsforschung. Im April 1953 wurde Zöllner außerordentlicher Professor. Mit Hilfe eines Stipendiums des British Council konnte er einen Studienaufenthalt in England wahrnehmen. Dort suchte er in der Handschriftenabteilung des British Museum und im Public Record Office nach Austriaca. Zöllner heiratete 1956 Maria Flamm, die Tochter des Physikers Ludwig Flamm und eine Enkelin des Physikers Ludwig Boltzmann. Mit ihr hatte er zwei Söhne. Zöllner lehrte von 1962 bis zu seiner Emeritierung 1986 als Professor für Österreichische Geschichte mit besonderer Berücksichtigung der Neuzeit und der Historischen Hilfswissenschaften an der Universität Wien. Seit Juni 1962 war er Mitglied und von 1967 bis 1984 als Nachfolger von Hugo Hantsch Vorsitzender der Kommission für Neuere Geschichte Österreichs. Im Jahr 1969 wurde er Leiter des Arbeitskreises für Geschichte im Institut für Österreichkunde und übernahm ab 1974 für zehn Jahre den Vorsitz. Bei einem Sturz im Wienerwald zog er sich eine Knieverletzung zu. Dieser Unfall beeinträchtigte auch seine wissenschaftliche Produktivität. Zöllner verstarb im 81. Lebensjahr zwei Tage nach einer erneuten Hüftgelenkoperation. Er ist begraben auf dem Neustifter Friedhof.
Einer seiner Forschungsschwerpunkte waren die Babenberger. Mit Heinrich Fichtenau bearbeitete er das Urkundenbuch zur Geschichte der Babenberger in Österreich, einer Edition der Siegelurkunden der Babenberger. Die beiden Bände konnten 1950 und 1955 mit insgesamt 547 Siegelurkunden veröffentlicht werden. Zöllner übernahm 1976 gemeinsam mit Karl Gutkas die wissenschaftliche Leitung der in Stift Lilienfeld stattfindenden Niederösterreichischen Landesausstellung „1000 Jahre Babenberger in Österreich“. Seine zwischen 1961 und 1990 in acht Auflagen erschienene Geschichte Österreichs prägte maßgeblich das Geschichtsbild mehrerer Generationen. Die Darstellung wurde 1961 veröffentlicht und erlebte acht Auflagen mit mehr als 35.000 verkauften Exemplaren. Das Buch wurde ins Französische (1965), Chinesische (1987) und Rumänische (1997) übersetzt. Ein weiterer Schwerpunkt waren Arbeiten zu Stammbüchern des 16. und 17. Jahrhunderts. Sein letztes Buch war eine Sammlung von Historikeranekdoten.
Für seine Forschungen wurden Zöllner zahlreiche wissenschaftliche Ehrungen und Mitgliedschaften zugesprochen. Er wurde 1967 korrespondierendes und 1972 wirkliches Mitglied der Österreichischen Akademie der Wissenschaften. Im Jahr 1971 wurde er korrespondierendes Mitglied der Bayerischen Akademie der Wissenschaften. Ihm wurde der Kardinal-Innitzer-Würdigungspreis für Geschichtswissenschaften (1978), die Ehrenmedaille der Bundeshauptstadt Wien in Gold (1981), der Wilhelm-Hartel-Preis (1983), der Würdigungspreis des Landes Niederösterreich für Wissenschaft 1986, das Große Goldene Ehrenzeichen des Landes Kärnten (1987) und der Preis der Stadt Wien für Geisteswissenschaften 1991 verliehen. Außerdem wurde ihm das Doktordiplom durch die Universität Wien erneuert (1989). Er wurde zum Ehrenvorsitzenden des Instituts für Österreichkunde 1985 gewählt und 1993 Ehrenmitglied des Verbandes Österreichischer Geschichtsvereine. Anlässlich seines 100. Geburtstages fand im Juni 2016 ein Symposion am Institut für Österreichische Geschichtsforschung statt. Im Jahr 2018 betonte Gerald Stourzh, Zöllner sei ein überzeugter antinationalsozialistischer Wissenschaftler gewesen.

## Schriften
Quellenedition
- mit Heinrich Fichtenau: Urkundenbuch zur Geschichte der Babenberger in Österreich.
  - Band 1: Die Siegelurkunden der Babenberger bis 1215. Wien 1950.
  - Band 2: Die Siegelurkunden der Babenberger und ihrer Nachkommen von 1216 bis 1279. Wien 1955.

Monographien
- Geschichte der Franken bis zur Mitte des 6. Jahrhunderts, 1970
- Geschichte Österreichs, erstmals 1961
- Das Werden Österreichs, 1964 (populärwissenschaftlich)
- Probleme und Aufgaben der österreichischen Geschichtsforschung, herausgegeben von Heide Dienst und Gernot Heiß, 1984
- als Herausgeber: Wellen der Verfolgung in der österreichischen Geschichte (= Schriften des Institutes für Österreichkunde. Band 48). Österreichischer Bundesverlag, Wien 1986, ISBN 3-215-06294-1.
- Der Österreichbegriff. Formen und Wandlungen. Oldenbourg, München 1988, ISBN 3-486-54671-6.